# علی جلیلیان
علی جلیلیان نمایندهٔ دورهٔ نهم مجلس شورای اسلامی و عضو کمیسیون قضایی و حقوقی مجلس شورای اسلامی از حوزهٔ انتخابیهٔ اسلام‌آباد غرب در استان کرمانشاه بوده است.
== زندگینامه ==
علی  جلیلیان در روستای قلعه هرسم از توابع شهرستان اسلام‌آباد غرب به دنیا آمد. او پس از به پایان رساندن تحصیلات خود به‌عنوان معلم مشغول به کار شد. پس از مدتی در آزمون قضاوت شرکت کرده و به‌عنوان قاضی در قوه قضاییه منصوب شد. او در سمت‌هایی متنوع مانند ریاست دادگستری جوانرود ، معاونت دادگستری استان کرمانشاه ، عضویت در دیوان عالی کشور و  نمایندگی دوره نهم  مجلس شورای اسلامی در حوزه انتخابیه اسلام آباد غرب و دالاهو اشتغال داشته‌است، اکنون نیز به امر وکالت در شهر کرمانشاه به‌عنوان وکیل پایه یک دادگستری مشغول به کار می باشد.
علی جلیلیان تاکنون در سه دوره هشتم ،نهم و دهم نامزد انتخابات مجلس شورای اسلامی از حوزه انتخابیه اسلام آباد غرب و دالاهو بوده‌اند که در دوره نهم به مجلس راه یافتند.